# Antonio Serra (fumettista)
Antonio Serra (Alghero, 16 febbraio 1963) è un fumettista italiano.
È noto soprattutto per avere creato (assieme a Medda e Vigna) il fumetto fantascientifico Nathan Never per Bonelli.

## Biografia

### Inizi
Serra, dopo aver fondato a soli quindici anni e collaborato alla fanzine di fantascienza Fate largo (fine anni settanta), costituisce insieme a Michele Medda e Bepi Vigna il cosiddetto gruppo dei tre sardi (agli inizi degli anni ottanta). Collabora come saggista per la rivista Fumo di china e a L'enciclopedia dei fumetti edita da De Agostini. Entra alla Sergio Bonelli Editore ufficialmente nel 1987, anche se si ricordano sue collaborazioni sin dal 1985 dopo essersi trasferito a Milano nel 1986.

### Il progetto Nathan Never
Dopo aver sceneggiato alcune storie di Martin Mystère e Dylan Dog (la prima è l'albo n.29 intitolato Quando la città dorme), nel 1991 insieme a Medda e Vigna e con la collaborazione di Claudio Castellini, a cui è affidata la realizzazione grafica, idea Nathan Never la prima testata fantascientifica della casa editrice milanese e a tutt'oggi il suo personaggio più noto e di maggior successo.
Successivamente (1995) da uno dei personaggi coprotagonisti di Nathan Never, Legs Weaver, Serra ed altri autori daranno vita ad uno spin-off omonimo, anch'esso a suo modo innovativo nel panorama bonelliano, trattandosi del primo fumetto che ha come protagonista una donna. Relativamente inedite per il fumetto italiano sono anche alcune tematiche affrontate in esso, tra cui l'omosessualità di Legs. Anche se la testata cessa le pubblicazioni nel 2005, non scompare il personaggio di Legs che rientrerà successivamente nei "ranghi" della serie principale.
Oltre a sceneggiare episodi per la serie regolare di Nathan Never, Serra ha anche scritto storie per Agenzia Alfa, una pubblicazione collegata alla testata principale con uscite per lo più semestrali, caratterizzata da un ruolo più marginale del protagonista e più incentrata sulle figure dei "colleghi" di lavoro. È autore di alcune delle voci dedicate alle produzioni fumettistiche giapponesi dell'enciclopedia a fascicoli La grande avventura dei fumetti, edita dall'Istituto Geografico De Agostini nel 1990/91.

### Gregory Hunter
Nel 2001 viene pubblicato Gregory Hunter, ispirato a un personaggio creato in gioventù dall'autore sardo; è anch'essa una serie di fantascienza ma molto lontana dalle ambientazioni cupe, drammatiche e noir di Nathan Never. Gregory Hunter è uno scanzonato avventuriero spaziale e l'ambientazione della serie appare ispirata, con una certa ironia, all'estetica dei film fantascientifici degli anni cinquanta; tra i molteplici riferimenti della serie vi è il ciclo di Dune di Herbert. Gregory Hunter non riscuoterà il successo di pubblico auspicato e scomparirà dalle edicole dopo l'uscita di 17 albi e di un unico speciale.

### Greystorm

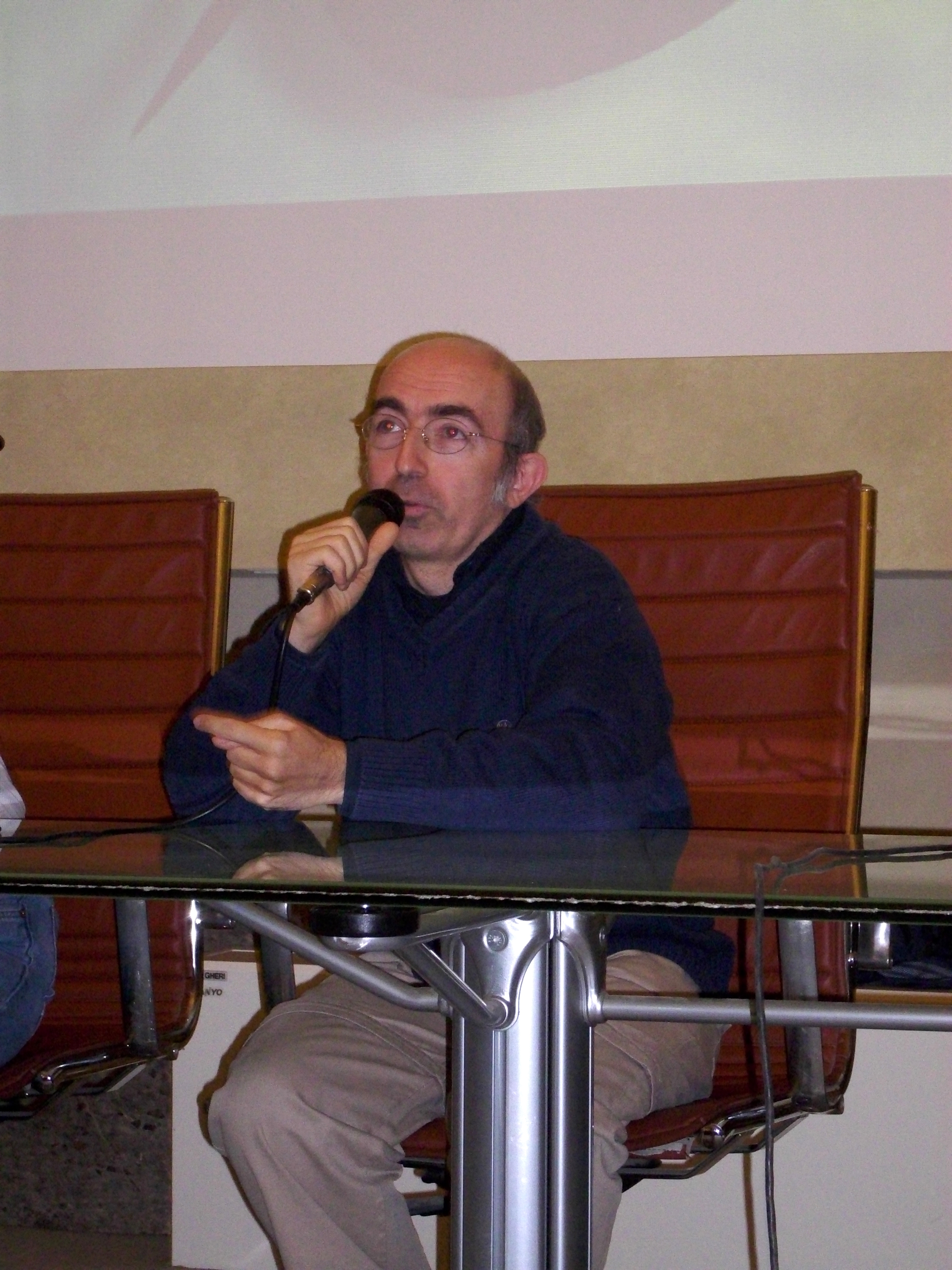
Serra durante la presentazione della miniserie Greystorm, a Lucca Comics & Games 2009

Serra, oltre a seguire la realizzazione di tutte le pubblicazioni legate a Nathan Never, ha ideato (con Gianmauro Cozzi per la parte grafica) la miniserie Greystorm, pubblicata a partire da ottobre 2009 con cadenza mensile, di cui sono previsti 12 numeri (11 di 94 pagine e 1 di 240). Il fumetto è ispirato ai romanzi scientifico-avventurosi di Jules Verne e, per la prima volta nelle serie Bonelli, non ha per protagonista un eroe positivo.

### Odessa
Il 25 maggio 2019 viene pubblicata Odessa la nuova collana a fumetti science-fantasy, di cui è supervisore.

### Radio
Antonio Serra collabora alla trasmissione radiofonica Cult, in onda il venerdì alle 11.30 su Radio Popolare, conducendo una rubrica dedicata ai fumetti.

## Riconoscimenti
- Premio Yellow Kid al Salone Internazionale dei Comics (1997)